# Čejč
Čejč (deutsch Czejtsch, Tscheitsch, Scheitz) ist eine Gemeinde im Bezirk Hodonín (dt. Göding) im Südmährischen Kreis. Sie liegt etwa 17 km südöstlich von Hodonín entfernt.

## Geschichte
Die erste Erwähnung stammt aus dem Jahr 1222, als es unter dem Namen Čaječ (Tschaietsch) erwähnt wurde. Damals gehörte es dem Zisterzierinnenstift Porta Coeli bei Tišnov (dt. Tischnowitz). Während der Hussitenkriege im 15. Jahrhundert wurde das Dorf verwüstet, im Jahr 1459 als aufgegeben. Erst im Jahr 1771 wurde das Dorf neu besiedelt, teilweise aus dem östlichen Mähren, teilweise von französischen Kolonisten.

## Sehenswürdigkeiten

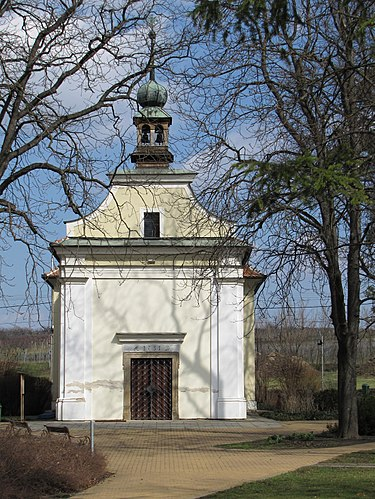
Wendelinkirche

- St. Wendelinkirche, einschiffige Barockkirche erbaut in den Jahren 1729–1731, römisch-katholische Filialkirche der Pfarrgemeinde Hovorany.
- St. Rochuskapelle, unweit des Bahnhofs liegend, erinnert an die Cholera-Epidemie in den Jahren 1836, 1849 und 1866.
- Grabstein des Generals Friedrich von Clausewitz aus der Zeit des Preußisch-österreichischen Krieges